# Фовлеров положај
Фовлеров положај (ФП) један је најчешћи положај за пацијента који се удобно одмара, било у болници или у одељењу за хитне случајеве, код кога су колена  права или благо савијена а узглавље кревета је између 45 и 60 степени. Овај положај заузимају и  болесници са отежаним дисањем (које је у овом положају олакшано јер омогућава спуштање трбушних органа, што олакшава покретање дијафрагме).  болесници који имају повреде и болове у трбуху (нпр. код колика како би се опустила трбушна мускулатура и тако умањио бол).

## Етимологија
Овај положај назван је по Џорџу Рајерсону Фовлеру,  који га је први предложио као начин да се смањи смртност од перитонитиса (у коме акумулација гнојног материјала испод дијафрагме доводи до брзе системске сепсе и септичког шока), како би се карлични апсцеси у овом положају тела могли спонтано да  дренирају кроз ректум.

## Опште информације
Респираторне промене доводе до повећане оксигенације максимизирањем експанзије грудног коша, минимизирањем напетости трбушних мишића и минимизирањем ефеката гравитације на зид грудног коша; стога су корисни маневри за пацијенте са благим до умереним респираторним дистресом. Један од таквих маневара је Фовлеров принудни положај која се као метода у лечењу болесника са раеспираторним променама користи за:
- побољшање оксигенације крви максималним ширењем грудног коша и примењује се током  респираторног дистреса.

- олакшавање опуштање напетих трбушних мишића,

- побољшано дисање код непокретних пацијената и одојчади,

- ублажавања компресије грудног коша и повећање удобност током јела и других активности.

- побољшање дренаже материце, након порођаја

- олакшавање дисања  одојчади када су присутни знаци респираторног дистреса

- примену  оралне или назалне сонде за храњење јер минимизира ризик од аспирације садржаја, јер поправља перисталтику и гутање ефектом гравитације.[5]

## Врсте
Фовлеров положај је стандардни положај пацијента у коме пацијент седи у полуседећем положају (под углом од 45° до 60°) и може имати савијена или исправљена колена. Варијације углова под којим пацијент седи означавају се као:
Висок  Фовлеров положај
Висок Фовлеров положај (познат и као седећи положај) је положај у који се болесник (обично у болници), поставља са узглављем кревета подигнутим што је више могуће. Горња половина тела пацијента је између 60° и 90°  у односу на доњу половину тела. При томер ноге пацијента могу бити испружене или савијене.  
У овај положај се постављају болесници:
- постоперативно након пнеумонектомије.
- приликом храњења (посебно када се ради о мерама опреза при храњењу),
- на радиологошким тестовима, када је потребно да се уради одређени тип рендгенског снимања поред кревета, (повремено)
- током механичке вентилације,
- који имају потешкоћа са дисањем,
- код којих се уводи назогастрична сонда,
- на зависној дренажу после абдоминалне операције,
- на интензивној нези.

Полуфовлеров  положај
Полуфовлеров положај је положај у којем пацијент (обично у болници или старачком дому), лежи на леђима са главом и трупом подигнутим између 15° и 45°.    
Овај положај је користан за:
- експанзију плућа  јер гравитација вуче дијафрагму надоле, омогућавајући експанзију и вентилацију,

- храњења болесника како би се смањио ризик од регургитације и аспирације садржаја.

- порођаја,који је пожељнији у односу на високи Фовлеров положај јер је генерално удобнија за мајку и смањује потребу за аналгетицима и хируршким интервенцијама као што су оперативни вагинални порођај или царски рез.

- дијагностику  вратних вена.

Стандардни Фовлеров положа
Стандардни ФП је принудни положај у коме је, узглавље кревета подигнуто на 45° до 60°. Стандардни Фовлеров положај се обично користи за:
- операције главе, рамена и грудног коша,

- синдрома респираторног дистреса, јер  болеснику олакшава дисање.

## Поступак
Након претходно обављене припреме и упознавања болесником са разлогом зашто се поставља у овај положај. За постављање болесника у овај положај користе се шаршав и 4 јастука или посебан кревет чији се мадрац помера по потреби.
Након што се болесник прво постави у седећи положај,  постави  наслон иза горњег дела душека, и затегну доњи делови постељног чаршава преко горњег дела душека. Потом се поставијастуке у облику слова А како болесник неби клизио низ постељу, а испод ногу се поставља дијагонално савијен прекривач који се затегне и причврсти под ивице душека ( у ову сврху се може искористити ваљкасто јастуче или посебни подметачи).